# ヤマトシミ
ヤマトシミ（大和紙魚、Ctenolepisma villosa）は、シミ目（または総尾目 Thysanura）シミ亜目シミ科に属する原始的な昆虫である。「きららむし（雲母虫）」「きらむし」などの名で呼ばれ古くから日本で知られてきた紙魚で、大陸アジアにも分布する。夏の季語。

## 形態
体長は10ミリ弱。淡黄色の触角、小顎肢（小腮鬚、あごひげ）および尻尾の毛（尾糸、尾毛）が目立つため足が沢山あるように見えるが、足は通常の昆虫と同じく3対6本である。
腹部体節の左右には腹肢(pleopods)と呼ばれる毛状の付属肢がある。これは多足類と昆虫の共通祖先から進化してきた名残りと考えられる。
各体節は柔軟に曲げることができ、驚くと蛇行やUターンをしながら素早く逃げる。この走り方と、全身に銀～灰黒色の金属光沢を帯びた鱗粉を纏っている姿が魚を連想させる。
シミ科セイヨウシミ属のセイヨウシミ(Lepisma saccharina)と大変よく似ているが、
- 頭部が丸みを帯びている（セイヨウシミは直線的）[1]
- 第2-3腹節が胸部と同程度かそれ以上に幅広い
- 第10腹節が扁平な台形（セイヨウシミは鋭角三角形）[1]

などの特徴で見分けることができる。
鱗粉は大変剥がれやすく、状況によって違う色に見えることがあるため体色での区別は難しい。触角・尾糸・尾毛もちぎれやすいため、しばしば他のシミ目との判別も困難な場合がある。

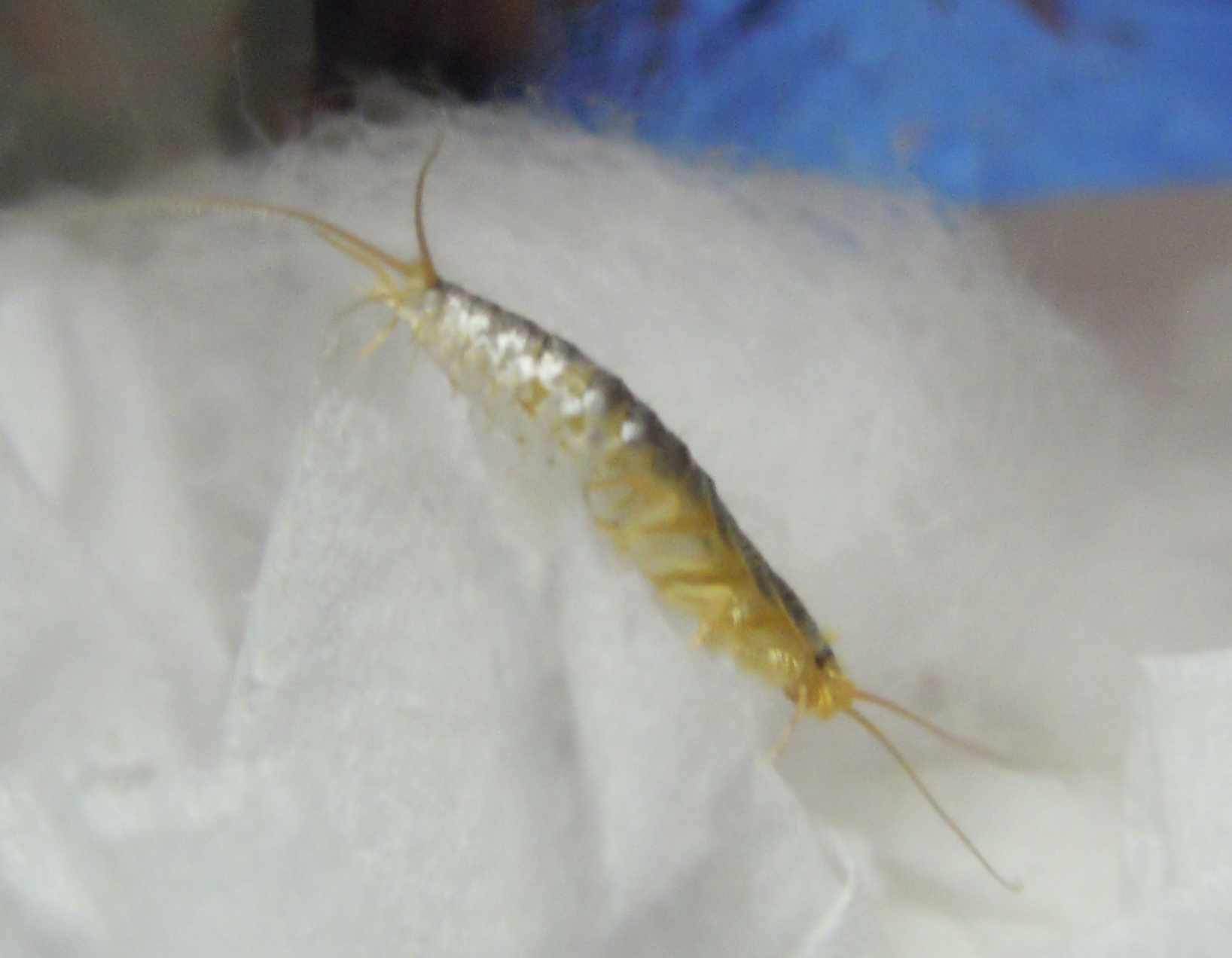
メス成虫を側面から見た様子。真ん中のしっぽ（尾糸）の下に生えている、半分ほどの長さのものは産卵管

オスメスの判別は成虫の場合、産卵管の有無のほか、腹刺(styli)の数（メス：２対　オス：１対）によってつけることができる。

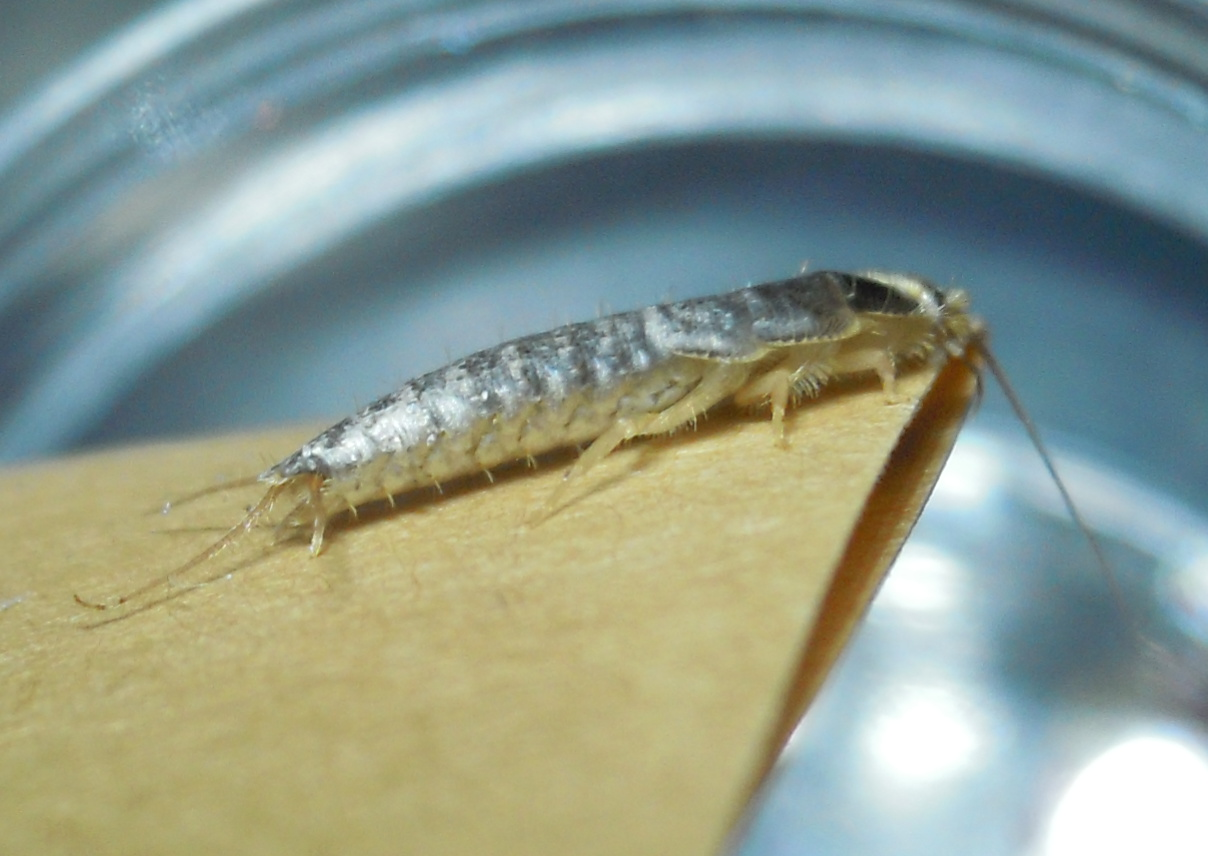
オス成虫（側面から）腹肢がはっきり見て取れる。尾毛・尾角の下の目立つ突起は腹刺

## 生態
紙魚は原始的な昆虫であり、幼虫と成虫で形態がほとんど変わらない（無変態）。生涯脱皮を続け、触角や肢を失っても再生することができる。翅がないため飛翔できず、外観が似ているイシノミ目の虫と違いジャンプもできないので、プラスチックやガラスなどのつるつるした容器に落ちると脱出できない。
和紙などの表面を薄く削り取るように食害する。澱粉のりが付いている部分を特に好む。いわゆる虫食い穴状の古書の穴あきは本種ではなく、フルホンシバンムシなど他の昆虫によるものである。レーヨン、ティッシュペーパーなどの繊維、パンやクッキーなど炭水化物質の食べかすも好んで食べる。

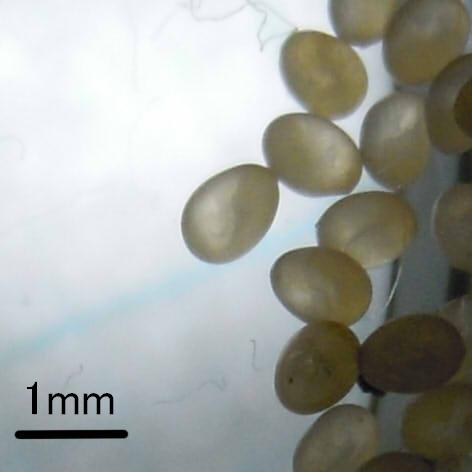
ヤマトシミの卵。発生途中の胚が光に透けて見えている。眼が薄く色付いているものもある。

高温多湿の環境で活発に活動し、日本では７月下旬頃、約2週間にわたって畳の隙間や紙の折れ目など、狭いところにいちどに10個前後の卵を産む。卵は左右に扁平な小判型、長径1mmほどで、産卵直後は白色だが次第に薄い褐色に色付く。卵殻は薄く、発生途中の眼などが外から透けて見える。孵化までにはおよそ25日を要し、産まれたばかりの幼虫にはまだ鱗粉がないが、形は成虫とほとんど変わらない。25-30℃飼育下ではふ化後8-10日ほどでえさを食べ始め、17-20日ほどで4令幼虫となり、鱗粉を生じる。

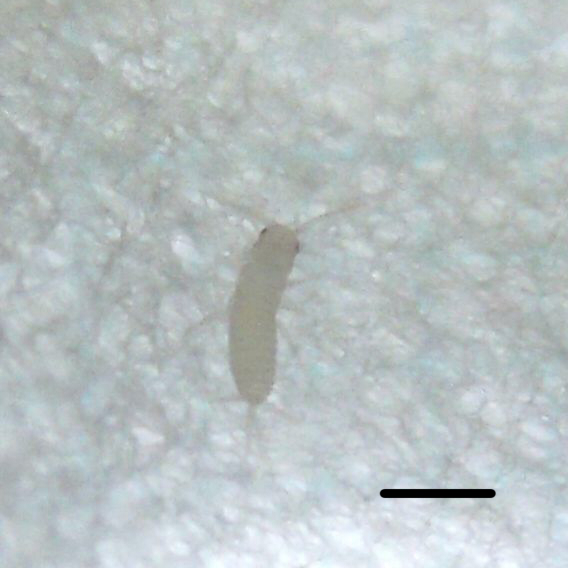
ふ化当日の幼虫。スケールバーは1mm

気温が下がると活動が鈍くなり、最低温度が7℃を下回る環境では摂食をほぼ停止する。
水分は食物からではなく、空気中の湿度から得ている。

## 飼育方法
なわばり意識がほとんどなく、よほど飢えない限り共食いはしない（死骸を食べることはある）ため、密集して飼うことができる。
内側がつるつるしていて深さが4cm以上ある容器に、ティッシュペーパー、あるいは蛇腹に折った濾紙やコピー用紙を数枚入れ、住み家とする。
湿度管理は非常に重要で、高すぎると病気が発生し、低すぎると水分吸収ができず衰弱し、死んでしまう。口にストッキングの切れ端などを張って中に虫が落下しないようにした容器に水を入れ、常に水をきらさないよう、またこぼさないよう、よく注意する。（紙魚は泳げないため、小さな水滴でも溺死の危険がある）
結露や蒸れを防ぐためにふたは半解放状態にするが、クモなどの天敵が侵入しないよう、解放部には目の細かい網を張っておく。日本の室内で飼う場合、冷暖房の必要はない。
えさには水溶きデンプンを塗りひろげ、よく乾燥させたティッシュペーパーを与える。万が一かびてしまった場合はすみやかに取り除き、あたらしいものに交換する。必須ではないが、月に一度程度、熱帯魚・金魚・亀など用のドライフードを与えると喜んで食べる。脱皮前3-4日間および脱皮当日はえさを食べないなど、活動が一時的に低下する。脱皮殻は食べるときと食べないときがある。
掃除は通常必要ないが、湿度管理に失敗してふんや住み家にカビが発生した場合はすみやかに清掃する。